# Hierodula
Hierodula là một chi bọ ngựa trong họ Mantodea. Loài này được tìm thấy trên khắp châu Á. Nhiều loài được gọi với cái tên chung là bọ ngựa châu Á khổng lồ vì kích thước lớn so với các loài bọ ngựa khác. Kích thước lớn và màu sắc rực rỡ khiến Hierodula trở nên phổ biến trong ngành buôn bán vật nuôi. Một số loài phổ biến bao gồm H. membranacea và H. patellifera, tuy nhiên đây được coi là "đơn vị phân loại không chính thức" và hiện đang được xem xét. Vào năm 2020, có ba loài đã được chuyển sang một chi mới: chi Titanodula.

## Các loài
- Hierodula ansusana
- Hierodula aruana
- Hierodula assamensis
- Hierodula atrocoxata
- Hierodula beieri
- Hierodula bhamoana
- Hierodula biaka
- Hierodula borneana
- Hierodula brunnea
- Hierodula chamoana
- Hierodula chinensis
- Hierodula coarctata
- Hierodula confusa
- Hierodula crassa
- Hierodula cuchingina
- Hierodula dolichoptera
- Hierodula doveri
- Hierodula dyaka
- Hierodula everetti
- Hierodula fumipennis
- Hierodula fuscescens
- Hierodula gigliotosi1 con Hierodula patellifera
- Hierodula gracilicollis
- Hierodula harpyia
- Hierodula heinrichi
- Hierodula inconspicua
- Hierodula ingens
- Hierodula italii
- Hierodula jobina
- Hierodula kapaurana
- Hierodula laevicollis
- Hierodula lamasonga
- Hierodula latipennis
- Hierodula longedentata
- Hierodula macrodentata
- Hierodula macrostigmata
- Hierodula maculata
- Hierodula maculisternum
- Hierodula major
- Hierodula majuscula
- Hierodula malaccana
- Hierodula malaya

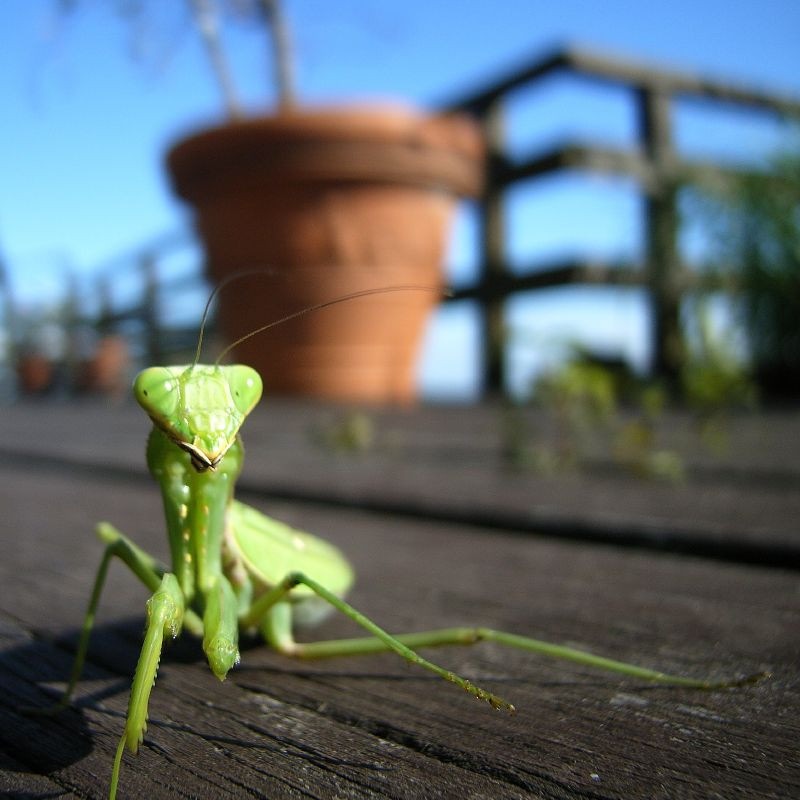
1 con Hierodula patellifera

- Hierodula membranacea (bọ ngựa châu Á khổng lồ, bọ ngựa Sri Lanka, bọ ngựa xanh)
- Hierodula microdon
- Hierodula mindanensis
- Hierodula modesta
- Hierodula monochroa
- Hierodula multispinulosa
- Hierodula nicobarica
- Hierodula obiensis
- Hierodula obtusata
- Hierodula oraea
- Hierodula ovata
- Hierodula papua
- Hierodula parviceps
- Hierodula patellifera (bọ ngựa châu Á khổng lồ)
- Hierodula perakana
- Hierodula philippina
- Hierodula pistillinota
- Hierodula prosternalis
- Hierodula pulchra
- Hierodula pulchripes
- Hierodula purpurescens
- Hierodula pustulifera
- Hierodula pygmaea
- Hierodula quadridens
- Hierodula quadripunctata
- Hierodula quinquecallosa
- Hierodula quinquepatellata
- Hierodula ralumina
- Hierodula robusta
- Hierodula rufomaculata
- Hierodula rufopatellata
- Hierodula salomonis (bọ ngựa ngọc lục bảo)
- Hierodula samangensis
- Hierodula sarsinorum
- Hierodula saussurei
- Hierodula schultzei
- Hierodula scutata
- Hierodula simbangana
- Hierodula similis
- Hierodula siporana
- Hierodula sorongana
- Hierodula sternosticta
- Hierodula stigmata
- Hierodula striata
- Hierodula striatipes
- Hierodula szentivanyi
- Hierodula tenuidentata
- Hierodula tenuis
- Hierodula timorensis
- Hierodula togiana
- Hierodula tonkinensis
- Hierodula tornica
- Hierodula transcaucasica
- Hierodula trimacula
- Hierodula unimaculata
- Hierodula venosa
- Hierodula ventralis
- Hierodula versicolor
- Hierodula vitreoides
- Hierodula werneri
- Hierodula westwoodi

## Hình ảnh

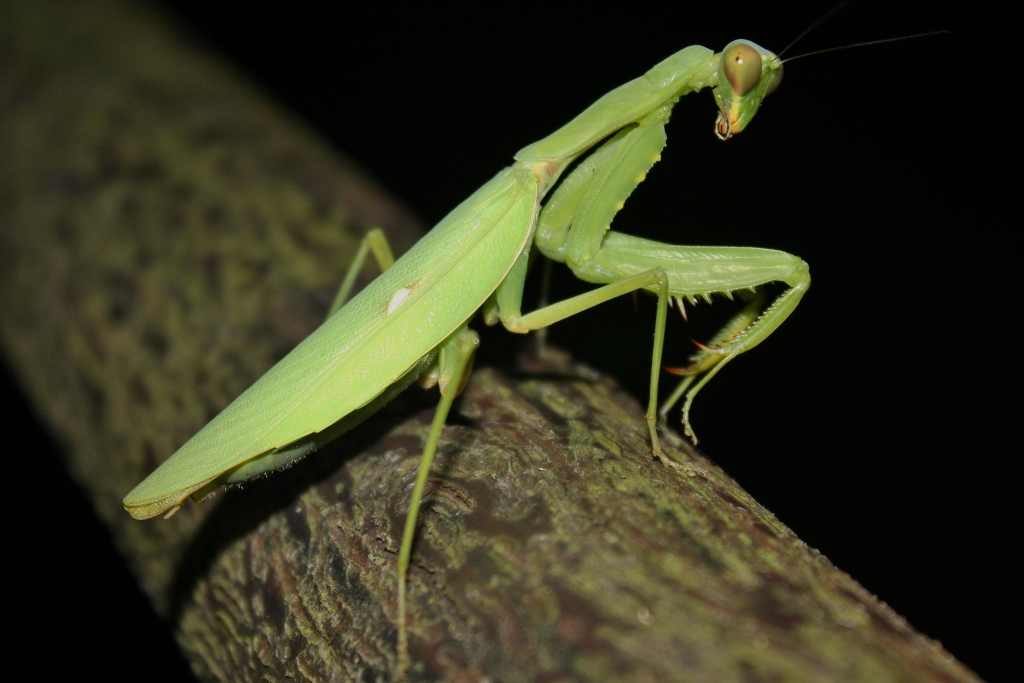
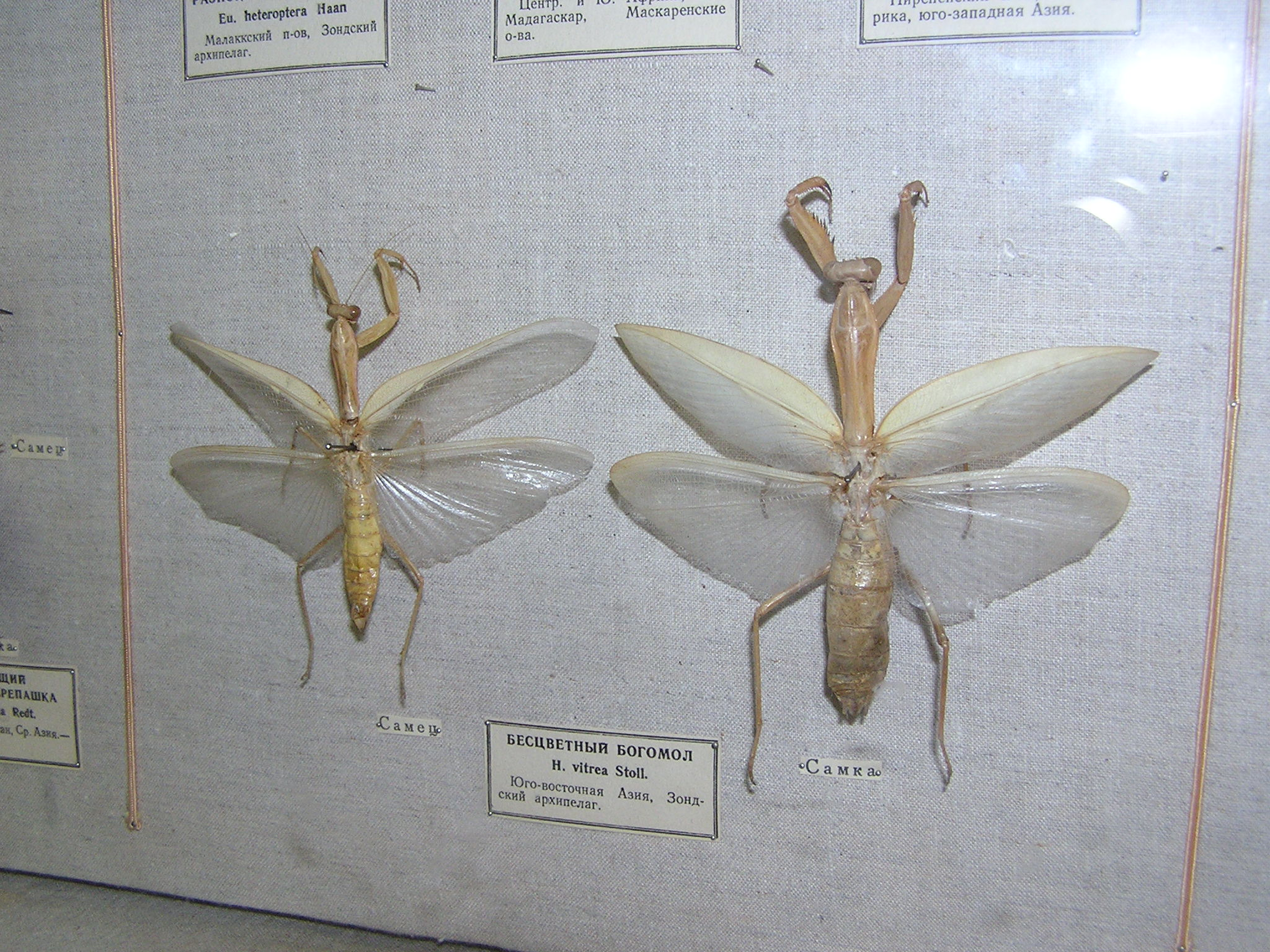
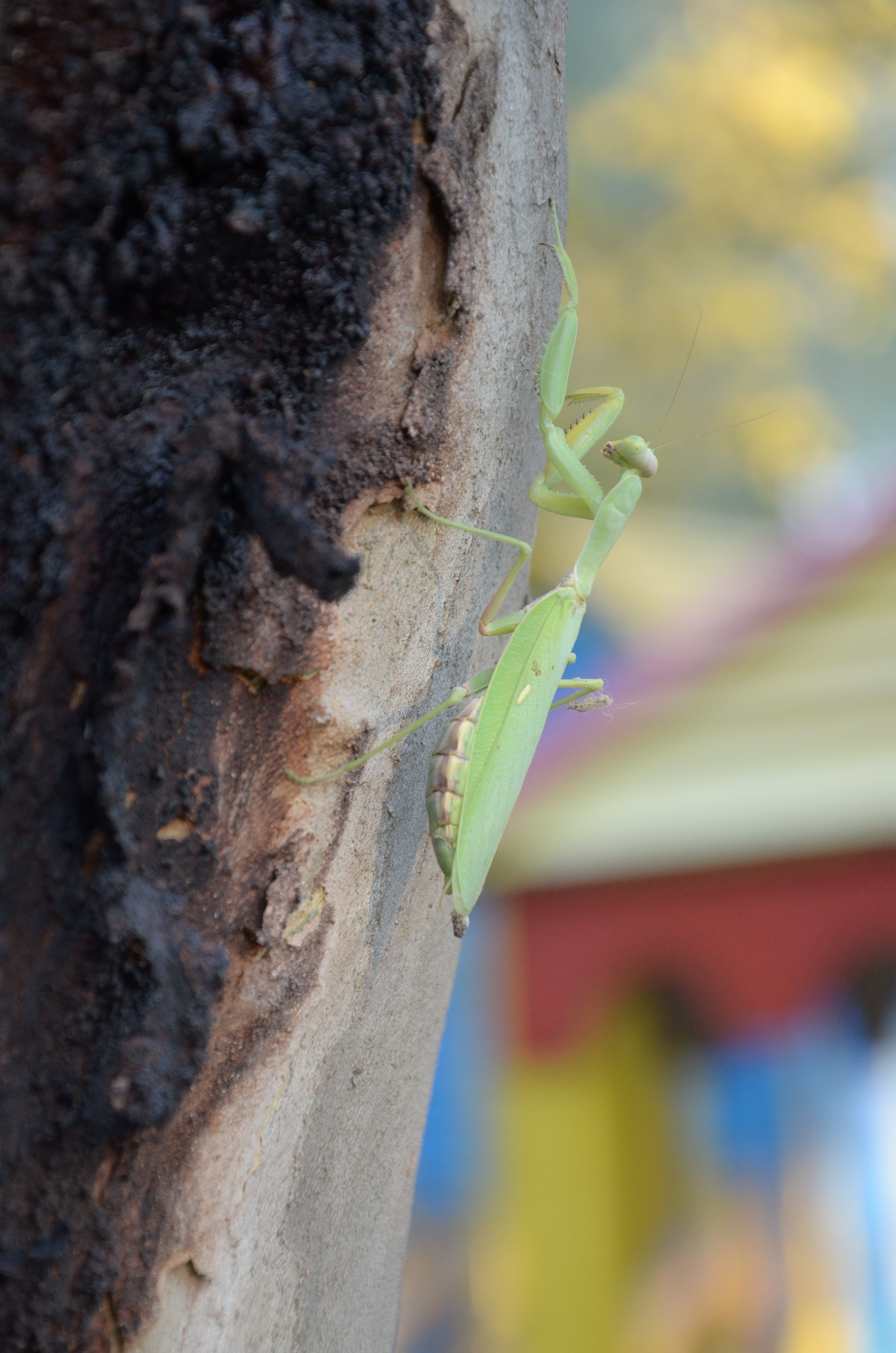
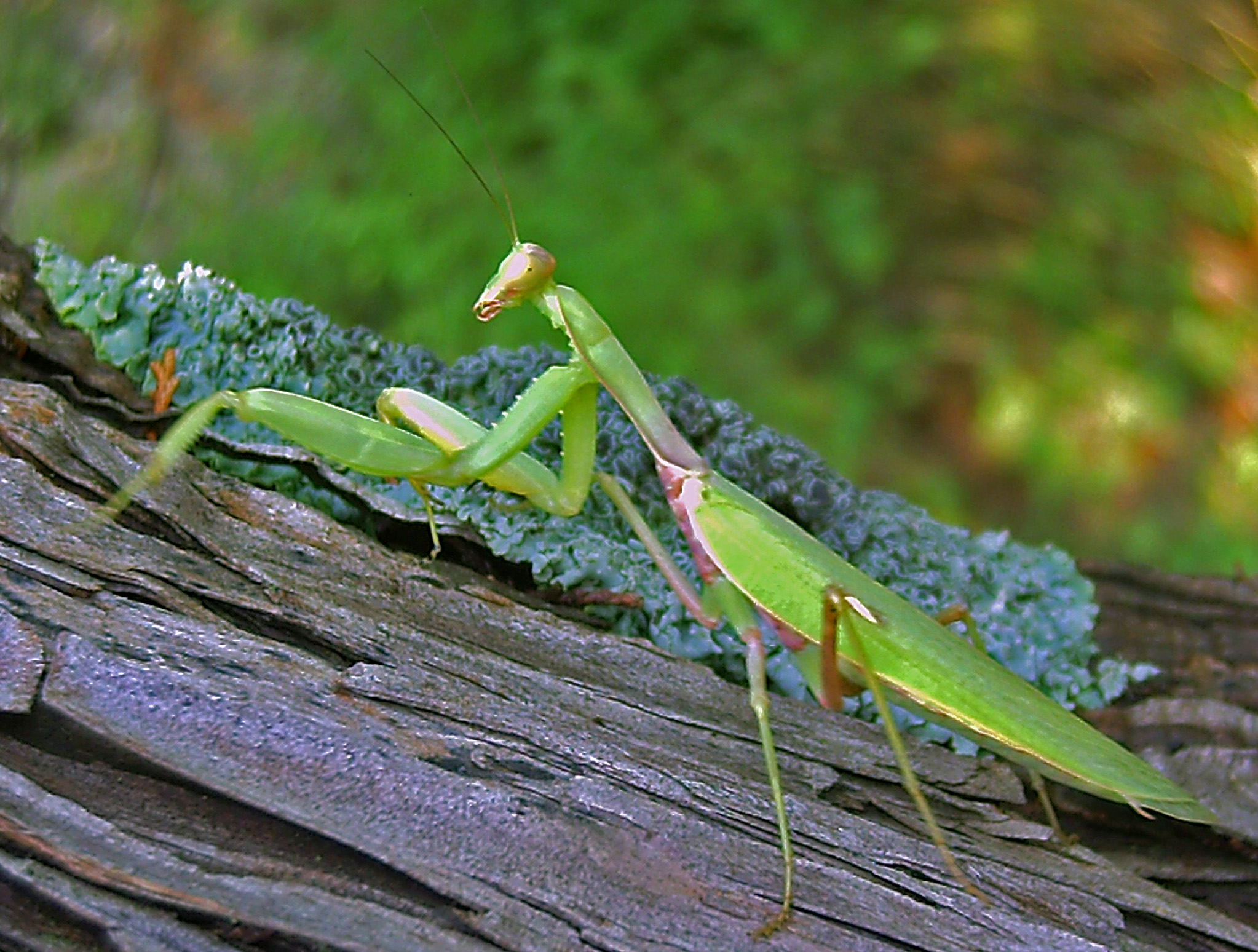
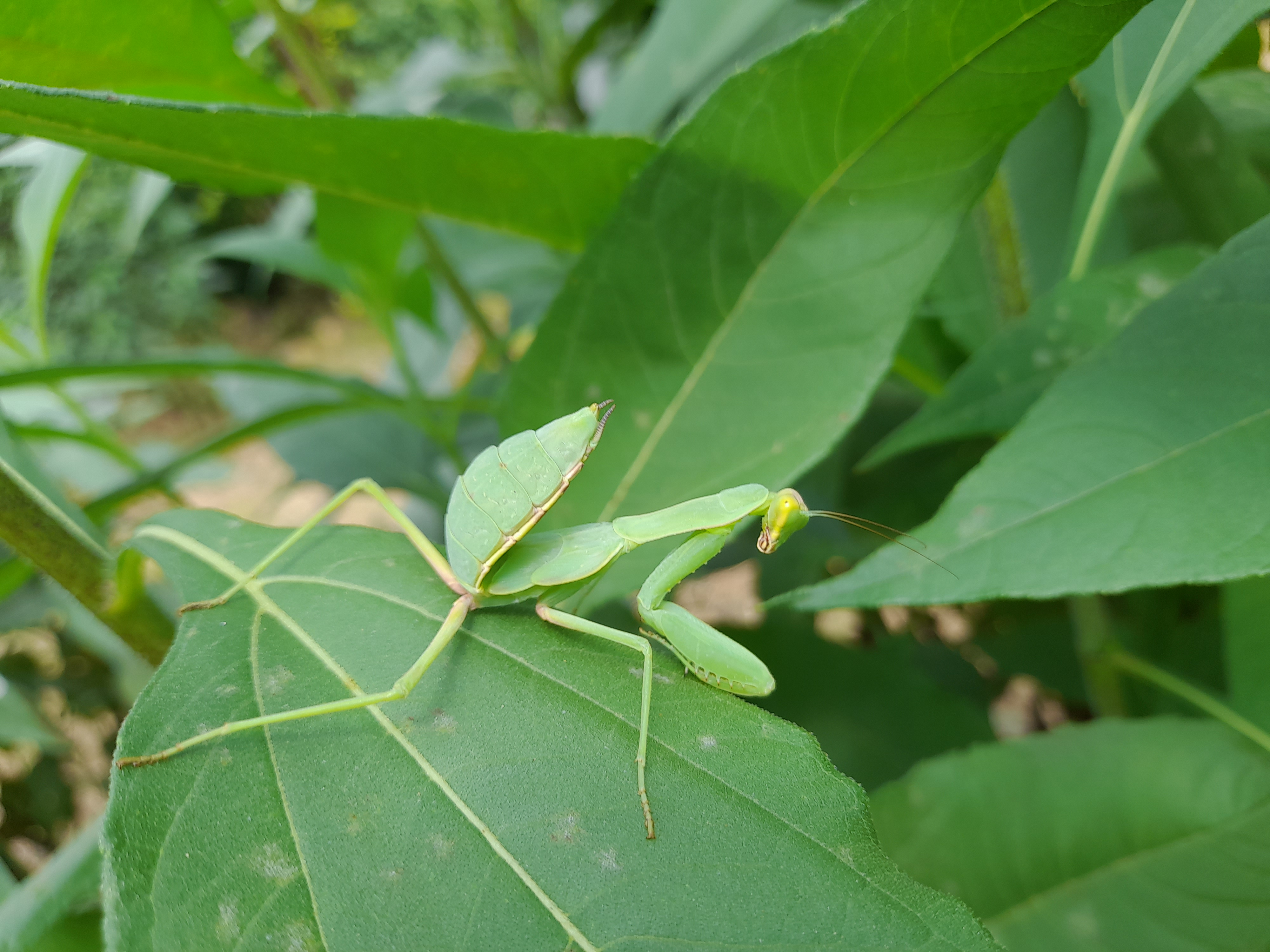
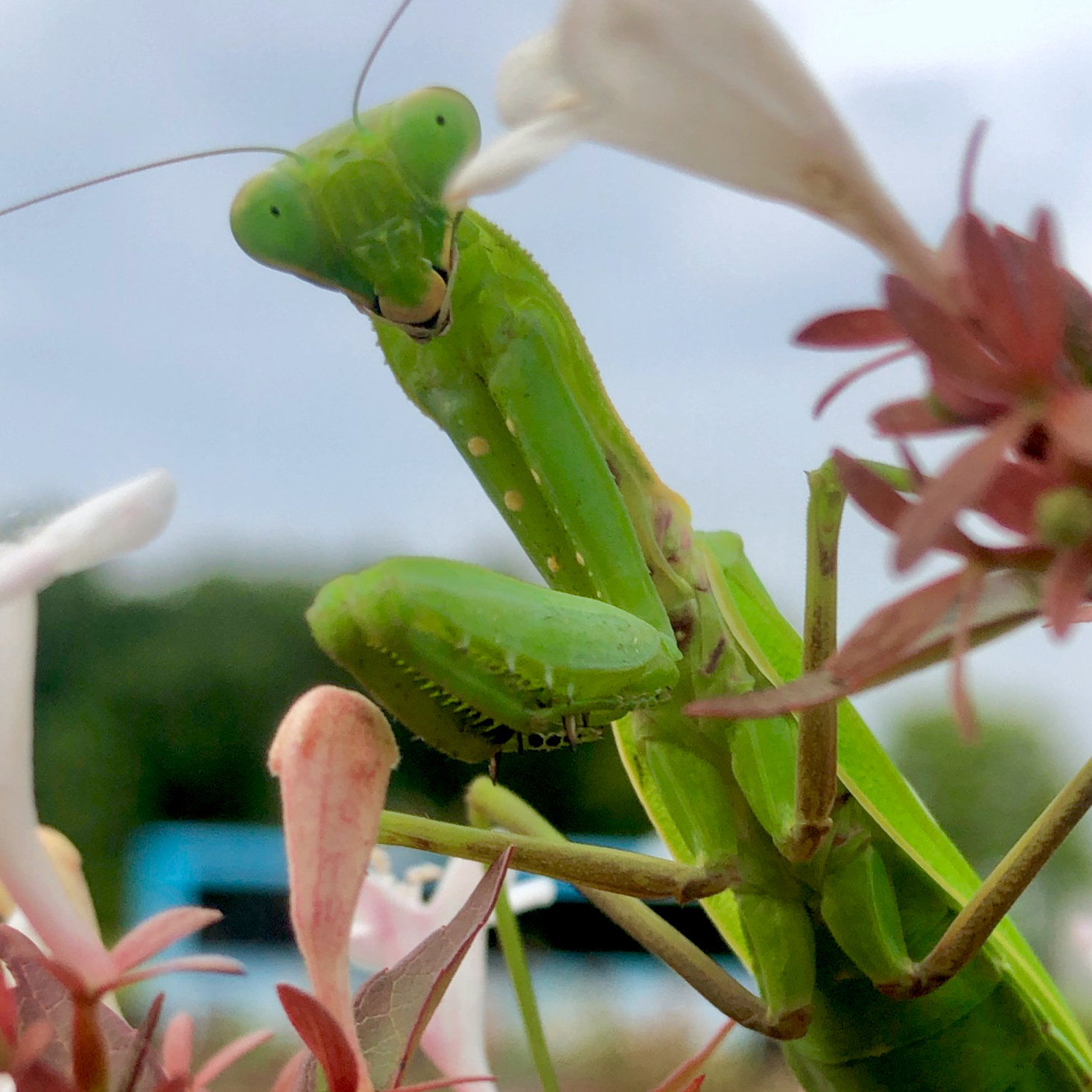